# Pulka

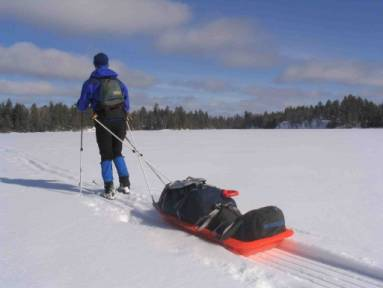
Moderner Pulka

Ein Pulka, auch Nansenschlitten genannt, ist ursprünglich ein bootsähnlich konstruierter Schlitten, der von den Sami verwendet wurde. Dieser wird durch Rentiere gezogen. Gebaut wurde er aus Fichten- und Kiefernbrettern. Ähnlich konstruierte Schlittenformen wurden auch von indigenen Völkern Nordamerikas gebaut. Diese verwendeten üblicherweise Holzrinde. Der Akia dient dem Transport von Verletzten.
Aus dem traditionellen Pulka entwickelte sich im 20. Jahrhundert eine mit Gewichten beschwerte Kunststoffwanne. Dieser wird heute auch als Transportschlitten bei Wintertrekkingtouren verwendet und vom Wanderer selbst gezogen. Statt einer Seilverbindung wird oft ein Einspanner (Zuggestänge) verwendet. Dadurch wird ein besserer Geradeauslauf des Schlittens gewährleistet und ein geregeltes Bremsen an Steilhängen ermöglicht. Die für Nord- und Südpolexpeditionen verwendeten Schlitten wiegen in beladenem Zustand oft weit über 100 kg.

Hundeschlitten, die von einem oder mehreren Schlittenhunden gezogen werden, werden auch als Grönländerschlitten bezeichnet.